# Topid
 Topid  (olaszul: Topit) falu Horvátországban, Isztria megyében. Közigazgatásilag Rašához tartozik.

## Fekvése
Az Isztria keleti részén, Labin központjától 5 km-re nyugatra, községközpontjától 2 km-re északnyugatra fekszik.

## Története
A településnek 1880-ban 62, 1910-ben 121 lakosa volt. Az I. világháború után Olaszországhoz került. A második világháború után Jugoszlávia része lett. A jugoszláv közigazgatás a korábban önálló Raša községet Labin városához csatolta. Önállóságát majd csak a független horvát államtól kapta vissza. Jugoszlávia felbomlása után 1991-ben a független Horvátország része lett. 2011-ben a falunak 139 lakosa volt.

## Lakosság
| Lakosság változása | Lakosság változása | Lakosság változása | Lakosság változása | Lakosság változása | Lakosság változása | Lakosság változása | Lakosság változása | Lakosság változása | Lakosság változása | Lakosság változása | Lakosság változása | Lakosság változása | Lakosság változása | Lakosság változása | Lakosság változása |
| ------------------ | ------------------ | ------------------ | ------------------ | ------------------ | ------------------ | ------------------ | ------------------ | ------------------ | ------------------ | ------------------ | ------------------ | ------------------ | ------------------ | ------------------ | ------------------ |
| 1857               | 1869               | 1880               | 1890               | 1900               | 1910               | 1921               | 1931               | 1948               | 1953               | 1961               | 1971               | 1981               | 1991               | 2001               | 2011               |
| 0                  | 0                  | 62                 | 95                 | 100                | 121                | 0                  | 0                  | 208                | 206                | 184                | 157                | 129                | 119                | 123                | 139                |